# Fuente Agria

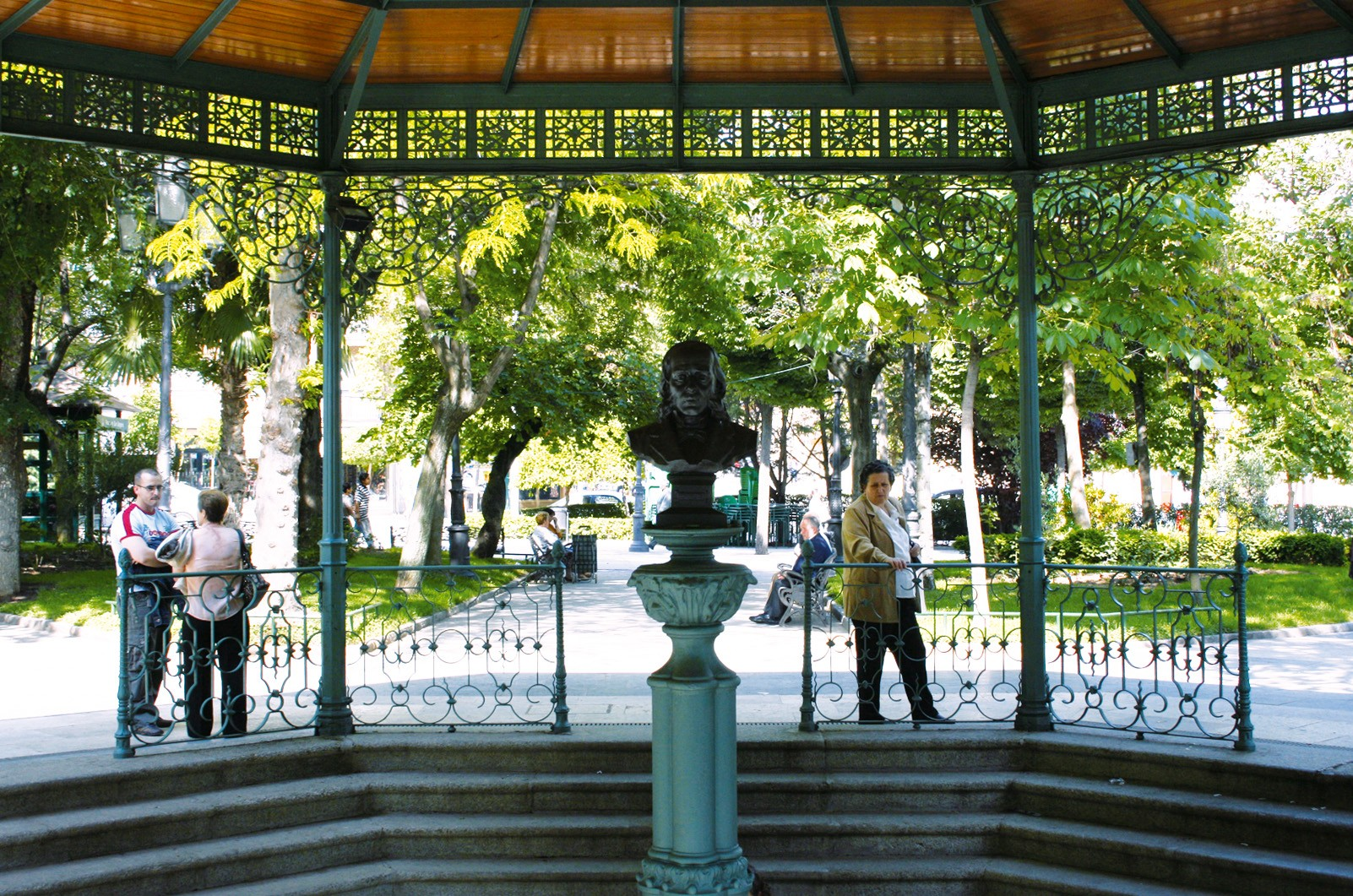
Fuente Agria en Puertollano

Es una de las fuentes más famosas de la provincia de Ciudad Real, la Fuente Agria localizada en el Paseo de San Gregorio de Puertollano, es uno de los iconos más emblemáticos de esta ciudad, debido a que el agua que de ella sale (conocida como agua agria por su alto contenido en hierro), tiene una gran importancia en la historia de este emplazamiento.

## Historia
Los primeros datos de su existencia se remontan al año 1575, durante el reinado de Felipe II, debido a que en las Relaciones Topográficas (documento que por orden de Felipe II se mandó escribir) se recogen citas pronunciada por este Rey cuando probó las aguas de esta fuente: “esta villa tiene agua dentro della, la que ha menester para su gasto y beber, en moderada cantidad de pozos y que tiene junto a la dicha villa una fuente que se llama la Fuente Aceda porque el agua della es agria y sale la dicha agua encima de tierra hirviendo hacia arriba ordinariamente sin cesar”. 
En 1628, el doctor Alfonso Limón Montero fue uno de los primeros estudiosos en hablar sobre las propiedades beneficiosas de esta agua, publicando una obra llamada Espejo cristalino de las aguas de España.

## Su popularización
Sobre el año 1850 se publicó en Madrid un documento llamado Ensayo práctico sobre la acción de las aguas minerales, que daba a conocer sus efectos beneficiosos en la salud. Así fue que, llegado 1894, el agua de esta fuente llegó a ser embotellada con el nombre de “agua acidulo alcalino-ferruginosa de Puertollano”, y siendo vendida al precio de 38 céntimos de peseta la botella, aludiendo a que su uso era beneficioso frente a afecciones crónicas, problemas intestinales o enfermedades cutáneas porque, en aquella época, se decía que la ingesta del agua agria ayudaba a activar la circulación, estimulaba el sistema nervioso y favorecía la digestión, además de ser beneficiosa para la piel.

## Problemas con el agua
En el año 2008 la Fuente dejó de echar agua, y aunque no es la primera vez que ocurre esto en su larga historia, sí es la más recordada (en 1860, 1865 y 1950 por distintos motivos dejó de manar); de repente los 4 caños por los cuales sale un chorro muy abundante, dejaron de manar agua. Para investigar lo sucedido, se enviaron a hidrogeólogos y obturadores. 

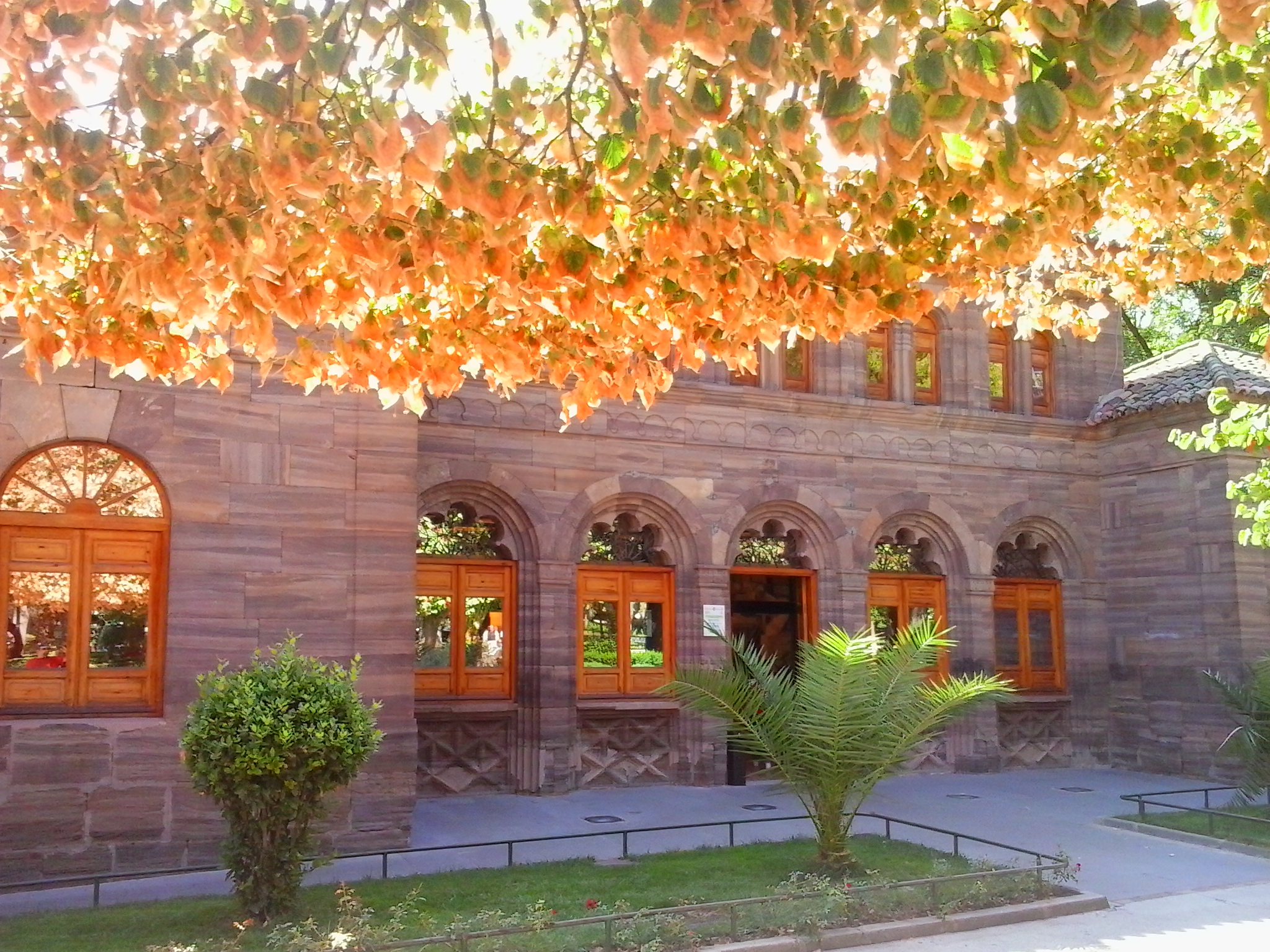
Casa de baños

Debido a que el nivel freático de Puertollano está muy próximo al suelo de edificación y que además se construyeron edificios durante los años 70, provocó que el manantial sufriera daños. En 1974, la demolición de la antigua plaza de toros provocó un gran anegamiento en este solar del material ferruginoso y, posteriormente, en los años 90, la construcción del nuevo Auditorio y la remodelación de la Casa de Baños menguaron la cantidad y calidad del agua.
En noviembre de 2008, con el inicio de construcción de un nuevo inmueble en la calle Ave María (muy cerca de la Fuente), a raíz de la construcción de varias plantas subterráneas para aparcamiento, empezó a menguar el caudal hasta que en la madrugada del 11 de diciembre dejó de manar agua, lo que conllevó una gran polémica social en Puertollano.
Finalmente, se replanteó este edificio con una sola planta subterránea y el agua volvió a brotar, eso si, con mucha menos calidad que antes.